# Heinrich von Gagern
Heinrich von Gagern, baró de Gagern (Bayreuth, 20 d'agost, 1799 - Darmstadt, 22 de maig, 1880), fou un polític i militar alemany.
Des del 1812 fins al 1814 va freqüentar l'Escola Militar de Múnich; el 1815 va lluitar a Waterloo com a oficial de l'exèrcit de Nassau-Weilburg i després va estudiar lleis a Heidelberg; finalment, el 1821 va ingressar al servei de l'Estat a Hesse. El 1832 va ser elegit diputat de la Cambra popular pel districte de Lorsch, però dissolt el Landtag, se li va assignar una pensió com a empleat dels ministeris de Guerra i Justícia; Gabern, però, va renunciar a la pensió i va tornar després a la Cambra, on va defensar tenaçment les institucions jurídiques de la província de Hesse.
En iniciar-se el moviment de 1848 va prendre part al consell celebrat el 5 de març a Heidelberg per a la convocació d'un Parlament previ, i el mateix dia va ser nomenat cap del Ministeri liberal novament format, però aviat va abandonar aquell càrrec i va entrar a formar part de l'Avant parlament de Frankfurt. Triat per dues circumscripcions del gran ducat de Hesse, diputat de l'Assemblea Nacional i president d'ella des del 19 de maig, va aconseguir que aquella corporació assentés la nova organització política d'Alemanya sobre el principi constitucional, amb la qual cosa va assegurar la continuació de la monarquia. Com que es feia cada vegada més difícil una intel·ligència entre els governs per a un acord definitiu dels assumptes, Gagern va proposar la cessió d'un poder central provisional a un administrador responsable i, en efecte, així es va fer, recaient l'elecció en el gran duc Joan d'Àustria. Cridat a posar-se al capdavant del ministeri del Reich, Gagern va fer una moció per a un Estat confederat sota la direcció de Prússia, i en què Àustria entraria purament en concepte de relació d'unió. En presentar el 1849 el Ministeri en ple la seva dimissió, Gagern va conservar la direcció interina dels negocis, però en no acceptar la corona imperial el rei de Prússia, va dimitir.
A la Dieta de la Unió. celebrada a Erfurt, va ser un dels caps del partit federalista que van proposar el projecte dels tres reis. En esvair-se tota esperança d'acord, es va retirar Gagern a les seves possessions, i arran de la batalla d'Idstedt, va oferir de nou els seus serveis al Schleswig-Holstein, fent, com a general, la resta d'aquella desgraciada campanya. Acabada la guerra, es retirà a la seva finca de Monsheim, i en 1852 va passar amb la seva família a Heidelberg, on va escriure la biografia del seu germà Fredrich.
Des de 1859 es va manifestar disgustat amb Prússia, a qui culpava d'haver-hi, durant la guerra d'Itàlia, oblidat els seus deures envers Àustria, i des de 1862 va atenir obertament a favor d'aquesta nació, i va fer educar els seus fills al si del catolicisme.
Era fill de Hans Christoph Ernst baró de Gagern i, per tant, era germà de Maximilian i Friedrich.